# 穆尔特
穆尔特（法語：Moult，法語發音：[mult] ⓘ）是法国卡尔瓦多斯省的一个旧市镇，属于卡昂区。2017年，穆尔特与市镇希什博维尔合并为新市镇穆尔特-希什博维尔。

## 地理
穆尔特（49°6'55"N, 0°9'54"W）面积10.26 平方千米，位于法国诺曼底大区卡爾瓦多斯省，该省份为法国西北部沿海省份，北濒大西洋英吉利海峡，东北与滨海塞纳省以海上边界相接，东临厄尔省，南至奧恩省，西与芒什省接壤。
与穆尔特接壤的市镇（或旧市镇、城区）包括：艾朗、阿尔让斯、贝朗格勒维尔、比伊、康特卢、希什博维尔、维蒙。

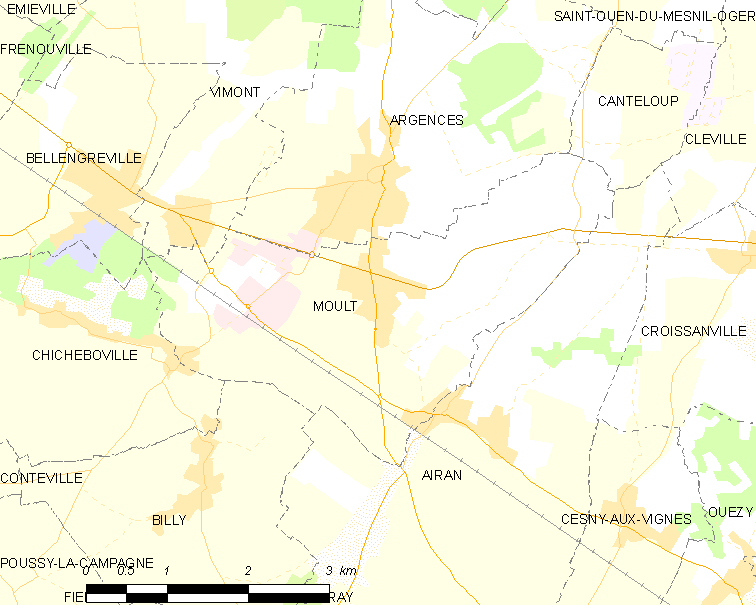
穆尔特的OSM定位图

穆尔特的时区为UTC+01:00、UTC+02:00（夏令时）。

## 行政
穆尔特的邮政编码为14370，INSEE市镇编码为14456。

## 政治
穆尔特所属的省级选区为特罗阿恩县。

## 人口

1962-2008年间穆尔特人口变化图示

穆尔特于2018年1月1日时的人口数量为2654人。